# Барбу Ісковеску
Барбу Ісковеску (рум. Barbu Iscovescu; нар. 1816, Бухарест — пом. 1854, Константинополь) — румунський живописець, графік єврейського походження. Учасник Революції 1848 року у Валахії.

## Життєпис
Народився в 1816 році в Бухаресті в родині художника Хаїма Іцковича. З дитинства допомагав батькові в його роботі. Коли у нього проявилися художні здібності, вирушив на навчання. У 1835—1842 роках навчався у Відні, потім у Парижі у Ф. Піко та М. Дроллінга.
Ще будучи в Парижі, Ісковеску познайомився з багатьма революціонерами-емігрантами з Румунії, зокрема з Даніелем Розенталем і Гіллелем Маноахом. Від своїх знайомих революціонерів він отримав певні інструкції для заснування у Валахії ряду таємних товариств, з метою підняття революційного руху на Балканах. Приїхавши додому напередодні подій 1848 року, брав активну участь у революції. Намалював триколірний прапор революції, який жителі Бухареста несли 11 червня 1848 року.
Коли російські війська вступили у Валахію і придушили революційний рух, Ісковеску, разом з багатьма іншими учасниками революційних подій, змушений був покинути батьківщину. Спершу оселився у Брашові, потім переїхав в місто Земун під Белградом, а звідти — до Парижа. Потім разом з багатьма румунськими емігрантами переїхав до Константинополя, де залишався до кінця свого життя. Похований поруч зі своїми товаришами — революціонерами.

## Творчість
Написав багато портретів сучасників — революціонерів. Найбільш відомі з них — портрети Ніколае Ґолеску, Аврама Янку, Симона Балінта, Дімітрія Болінтіняну. Його пензлю належать також портрети волоських господарів Міхайла Хороброго, Матея Басараба, Костантина Маврокордата. Ісковеску відомий також як автор пейзажів.

## Галерея

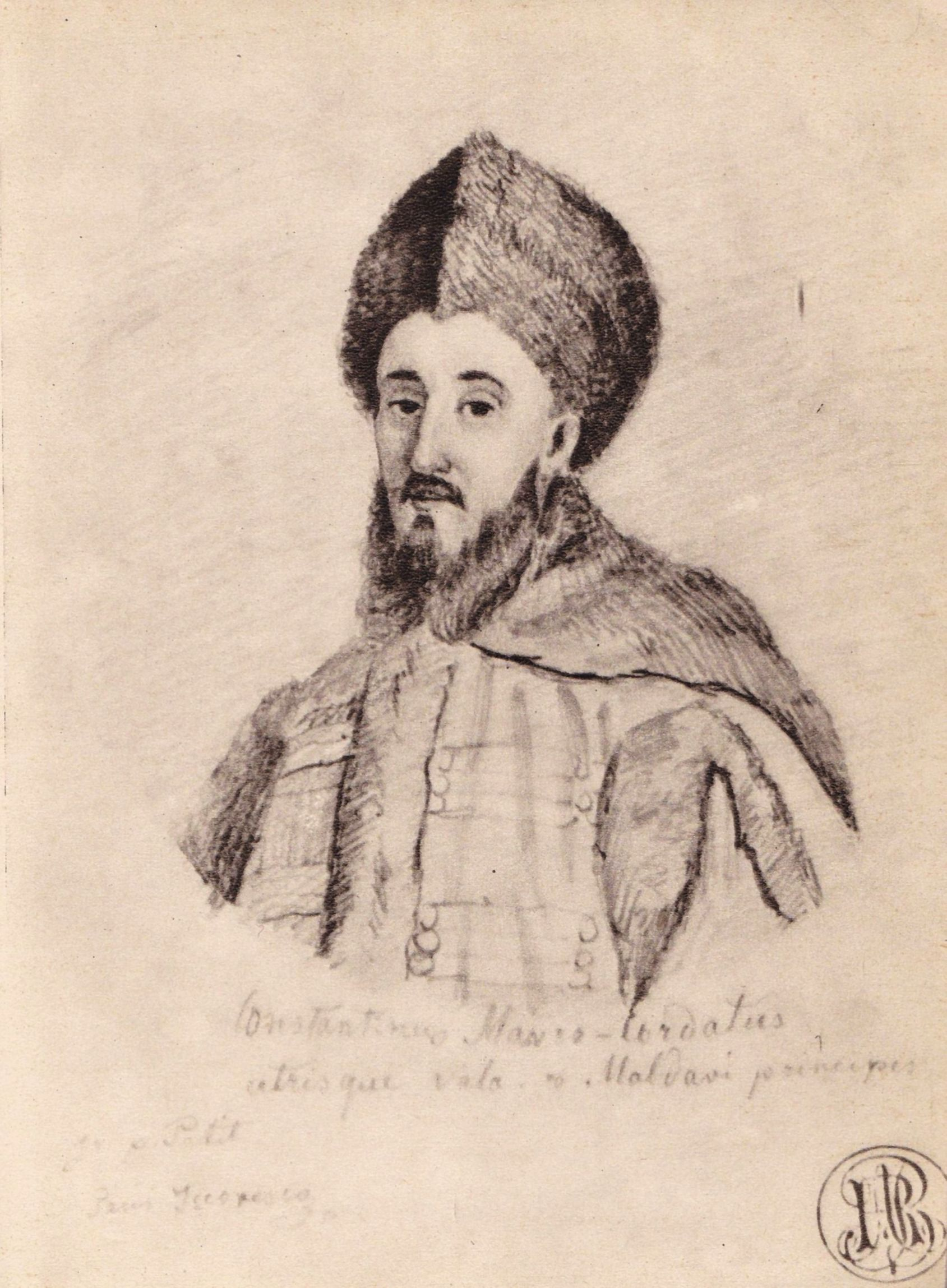
Портрет Костянтина Маврокордата
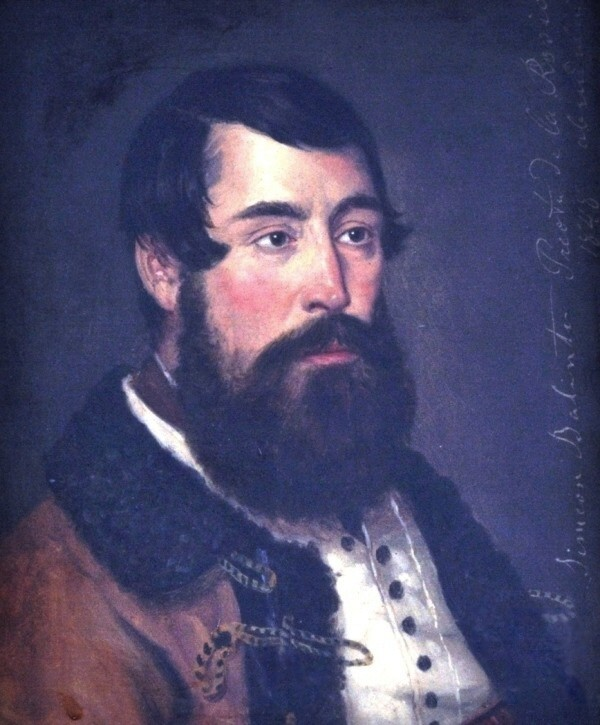
Портрет Симіона Балінта
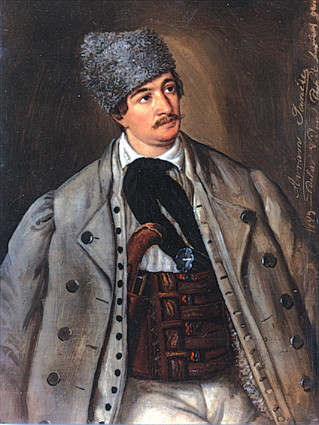
Портрет Аврама Янку